# Dubă

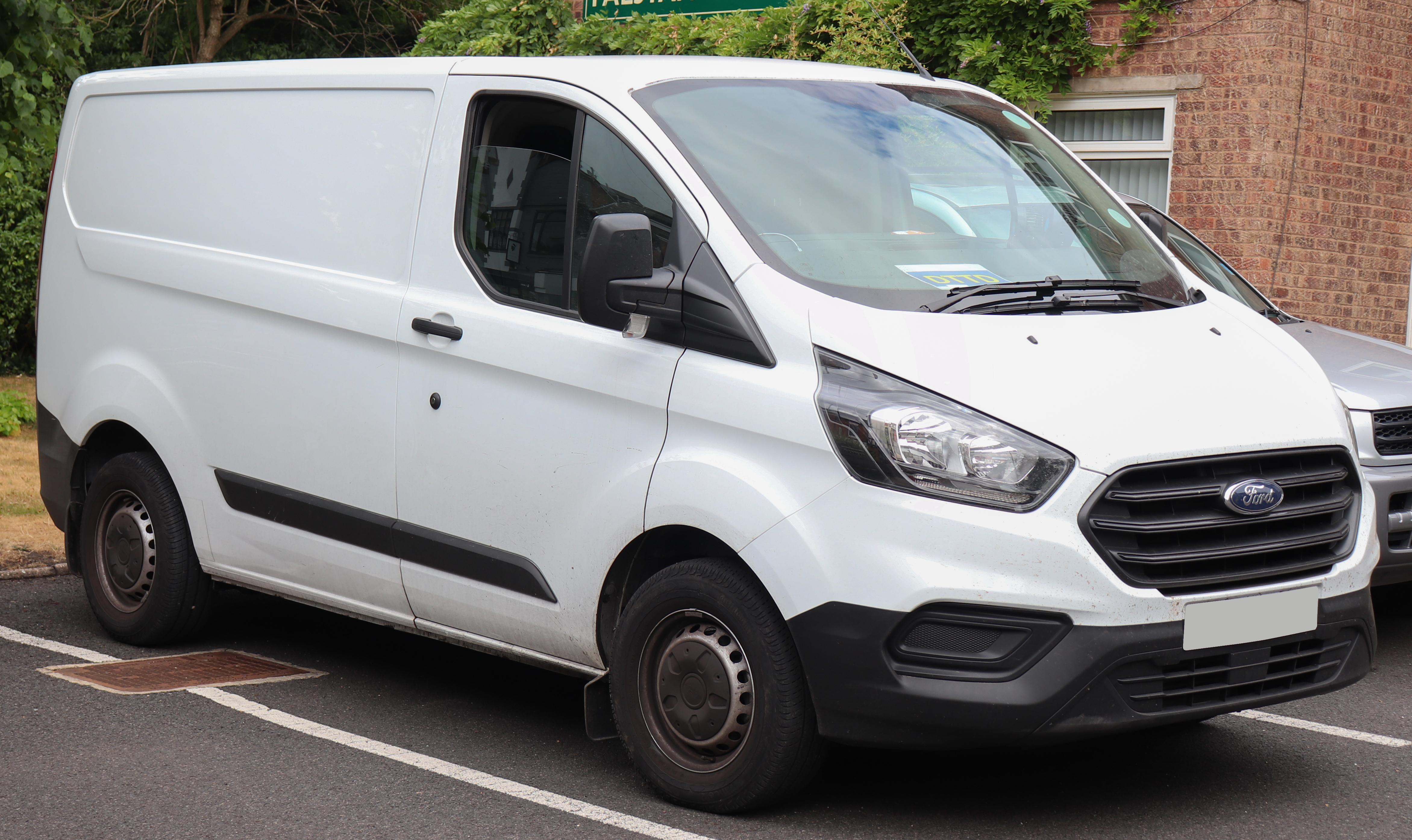
O dubiță Ford Transit Custom cu acoperiș jos

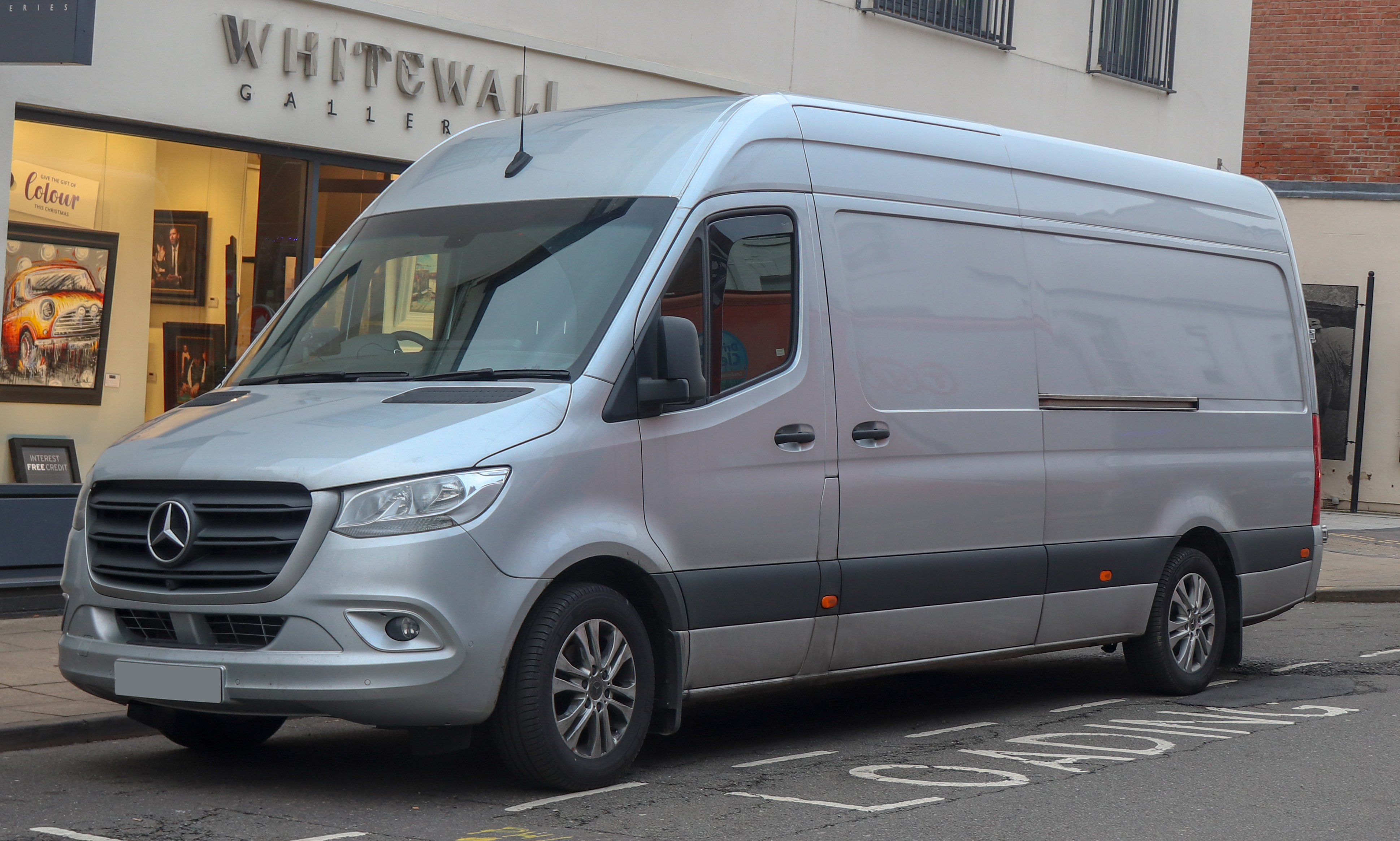
Dubă Mercedes-Benz Sprinter cu acoperiș înalt

O dubă (sau dubiță, furgonetă) este un automobil cu caroseria închisă, folosit pentru transportul obiectelor cu masa de cel mult 1000 kg.
Furgonetă este diminutivul de la furgon, deci un furgon ceva mai mic. Furgonul (cuvântul provine din franceză de la fourgon) este un vehicul comercial ușor, face parte din categoria vehiculelor destinate transportului rutier de mărfuri și a camioanelor ușoare. 
Furgonul clasic este dotat cu cabină închisă, cu o masă maximă de 3.500 kg, fapt pentru care, aproape în orice parte a globului, pot fi conduse cu aceeași categorie de permis de conducere ca cea necesară pentru automobile. Conform codului rutier românesc este necesar permisul de conducere categoria B.
Datorită greutății reduse furgonetele au acces în toate zonele urbane, de regulă interzise camioanelor grele, nu trebuie să fie dotate cu tahograf pentru transportul internațional de marfă și nu au limitatoare de viteză.
Conformatul șasiului prevede prezența a doar două axe, cea posterioară având roți simple sau duble; spațiul de încărcare fiind prevăzut cu o largă deschidere posterioară, măsurile deschiderii fiind astfel stabilite pentru a putea încărca ușor mărfuri ambalate pe paleți.

## Utilizare
Fiind extrem de adaptabile și ușor de personalizat, furgonetele au utilizări foarte diverse. Câteva exemple: sunt folosite de echipele de intervenții și service în telecomunicații, distribuție de energie electrică, instalatori, construcții, sunt folosite la transferul bagajelor de la hoteluri la aeroporturi, pe post de ambulanțe, pentru livrări la domiciliu etc.